# San Clemente del Tuyú
San Clemente del Tuyú é uma cidade balneária e turística argentina, localizada dentro do Partido de la Costa, província de Buenos Aires, Argentina.